# Мусакин, Валериан Алексеевич
Валериан Алексеевич Мусакин (1910—1987) — главный инженер треста Губахшахтстрой, Герой Социалистического Труда (1948).

## Биография
Родился в 1910 году в Омске.
В 1930 году окончил Уральский индустриальный техникум, получил специальность горного техника. Ещё на практике освоил профессии откатчика, испытал себя в должности десятника. В последующие годы работал на предприятиях «Ураласбест», «Челябинскуголь», «Средазуголь». Будучи направлен в Кизеловский угольный бассейн, возглавил коллектив шахты имени В. И. Ленина. Вскоре за успехи в работе был награждён знаком «Отличник социалистического соревнования угольной промышленности».
В годы Великой Отечественной войны в Кизеловском угольном бассейне велось большое промышленное строительство, что должно было обеспечить увеличение объёма добычи угля. Большие надежды возлагались, в частности, на шахту № 6 «Капитальная». Мусакин, ставший начальником строительства, организовал скоростное ведение работ, что в ту пору имело особое значение. Новые угольные участки дали на-гора десятки тысяч тонн топлива для нужд фронта и тыла.
Под руководством В. А. Мусакина коллективы горняков и шахтостроителей всегда выполняли и перевыполняли производственные планы. В 1956—1961 годах работал главным инженером треста «Губахшахтстрой». Затем уехал на строительство шахт в Карагандинский угольный бассейн.
Умер в 1987 году.

## Награды
Звание Героя Социалистического Труда присвоено 28 августа 1948 года. Награждён орденами Ленина, Трудового Красного Знамени, отраслевыми наградами.